# 퍼시 대그스 3세
퍼시 대그스 3세(Percy Daggs III, 1982년 7월 20일 ~ )는 미국의 배우이다.

## 출연 작품
- 인 더 하이브 (2012)
- 아메리칸 선 (2008)
- 베로니카 마스 (2004)
- 블루 힐 에버뉴 (2001)